# Nova Bréscia
Nova Bréscia är en kommun i Brasilien.   Den ligger i delstaten Rio Grande do Sul, i den södra delen av landet, 1 600 km söder om huvudstaden Brasília. Antalet invånare är 3 184.
I omgivningarna runt Nova Bréscia växer i huvudsak städsegrön lövskog. Runt Nova Bréscia är det ganska tätbefolkat, med 124 invånare per kvadratkilometer.